# Tolossa Kotu
Tolossa Kotu Terfe (amharisch ቶሎሳ ኮቱ ተረፈ; * 25. Dezember 1952) ist ein ehemaliger äthiopischer Langstreckenläufer.
Bei den Olympischen Spielen schied er 1972 in München über 5000 m im Vorlauf aus und wurde 1980 in Moskau Vierter über 10.000 m.
1981 kam er bei den Crosslauf-Weltmeisterschaften in Madrid auf den 75. Platz und wurde beim 
Leichtathletik-Weltcup in Rom Fünfter über 5000 m.

## Persönliche Bestzeiten
- 5000 m: 13:23,95 min, 7. Juni 1981, Gateshead
- 10.000 m: 27:46,47 min, 27. Juli 1980, Moskau